# 大石嶺
大石 嶺（おおいし りょう、1983年8月25日 - ）は、日本の元ラグビー選手。

## プロフィール
- 千葉県柏市出身。
- ポジションはセンター(CTB)。
- 身長 174cm、体重 90kg
- ニックネームはりょう。
- 関西代表に選ばれたことがある[1]。

## 来歴
小学1年生からラグビーを始めた。
2002年、流経大柏高校卒業後、流通経済大学に入る。
2006年、流通経済大学卒業後、神戸製鋼コベルコスティーラーズに加入。
2007年11月10日に行われたジャパンラグビートップリーグ第1節の三菱重工相模原ダイナボアーズ 戦に先発出場で公式戦初出場を果たす。
2012年、現役を引退した。